# Johan Gustaf Wessblad
Joahn Gustaf Wessblad, född  20 februari 1827 i Vendels socken, Uppland, död 10 maj 1880, var en svensk köpman .

## Biografi
Vid 18 års ålder fick Wessblad anställning i en butik i Sundsvall och etablerade senare sin egen. Han fick senare i uppdrag att uppföra Sundsvalls stadshus. 
Wessblad var styrelseledamot i Ångfartygsaktiebolaget Norden och Ångfartygsaktiebolaget Sundsvall. Han var även disponent vid Sundsvalls Utskänkningsbolag och ledamot av sparbanksdirektionen 1855–1880. Dessutom var han ordförande i drätselkammaren och ledamot av byggnadsnämnden. Han satt i Sundsvalls stads stadsfullmäktige 1863–1876.

## Familj
Wessblad gifte sig år 1851 med Ingeborg Edla Birgitta Westberg (1833–1864). Tillsammans med henne fick han sju barn. Efter hennes död 1864 gifte Wessblad om sig med Augusta Charlotta Lindström och fick ytterligare fyra barn.